# Liste der Monuments historiques in Preutin-Higny
Die Liste der Monuments historiques in Preutin-Higny führt die Monuments historiques in der französischen Gemeinde Preutin-Higny auf.

## Liste der Objekte
| Bezeichnung      | Beschreibung | Standort                                            | Kennzeichnung | Schutzstatus | Datum | Bild |
| ---------------- | --- | --------------------------------------------------- | ------------- | ------------ | ----- | ---- |
| Kelch und Patene | Silber, vergoldet, 18. Jahrhundert | Preutin, in der Kirche Nativité-de-la-Vierge (Lage) | PM54001817    | Inscrit      | 1994  |      |
| Kruzifix         | Holz, farbig gefasst, um 1700 | Preutin, in der Kirche Nativité-de-la-Vierge (Lage) | PM54001814    | Inscrit      | 1994  |      |
| Hauptaltar       | Altartisch, Altaraufbau, Tabernakel und zwei Skulpturen; Eichenholz, farbig gefasst und vergoldet, Schmiedeeisen, vergoldet, Ende des 17. Jahrhunderts, im 19. Jahrhundert verändert | Preutin, in der Kirche Nativité-de-la-Vierge (Lage) | PM54001816    | Inscrit      | 194   |      |
| Kanzel           | Eichenholz, bemalt, sowie Ölfarbe auf Leinwand, erste Hälfte des 18. Jahrhunderts | Preutin, in der Kirche Nativité-de-la-Vierge (Lage) | PM54001815    | Inscrit      | 1994  |      |